# Chokier
Chokier (wa. Tchôkire) – dzielnica (section) gminy Flémalle w Belgii, w Regionie Walońskim, w prowincji Liège, w okręgu Liège. Do 25 marca 1969 r. samodzielna gmina. 

## Demografia
Liczba mieszkańców, stan na 1 stycznia:
| Rok                | 1930 | 1947 | 1961 |
| ------------------ | ---- | ---- | ---- |
| Liczba mieszkańców | 946  | 1000 | 893  |